# Begdsiin Jawuuchulan
Begdsiin Jawuuchulan (mongolisch Бэгзийн Явуухулан; * 1929; † 17. Februar 1982) war ein mongolischer Schriftsteller und gilt als bedeutendster mongolischer Lyriker des 20. Jahrhunderts.

## Leben
Jawuuchulan wurde als Sohn eines Viehhirten und Jägers geboren. Nach dem Besuch der Fachschule für Finanzwirtschaft in Ulan Bator arbeitete er von 1950 bis 1954 als Journalist bei der Jugendzeitung. Nach dem Studium am Gorki-Literaturinstitut in Moskau von 1954 bis 1959 war er zwanzig Jahre als Redakteur für die Literaturzeitschrift Zog tätig. Jawuuchulan war Parlamentsabgeordneter und leitete mehrere Jahre die Lyriksektion des Schriftstellerverbandes, wobei die Förderung junger Talente sein besonderes Anliegen war.
Zentrales Thema des Dichters, der sich leidenschaftlich zu seiner Heimat bekannte, war der Mensch in seiner schöpferischen Beziehung zur Natur und Gesellschaft. Seine ersten beiden Gedichtsammlungen, die 1954 erschienen, enthielten noch Gedichte im publizistisch-didaktischen Stil, der in der mongolischen Lyrik der 1940er und 1950er Jahre vorherrschte, aber auch bereits Proben eines großen Talents.
Nach Überwindung der künstlerischen Schwächen wurde Jawuuchulan sehr bald zu einem reifen und vielseitigen Repräsentanten der mongolischen Poesie. Zeugnis hierfür sind seine Gedichte in den Bänden Der Klang des Silberzaumes (1961), Ein Tag der Poesie (1963), Der Mond, der in der Steppe schlief (1965), Das Schilfdickicht am See Char-us (1965), Mittagshimmel (1973), Wo die Bergziegen leben (1975) und Die Liebe zur Frau (1982). Viele Gedichte wurden vertont und zu Volksliedern.

## Werk
Jawuuchulan erreichte eine in der mongolischen Lyrik bis dahin eher seltene Welthaltigkeit, z. B. in Ein mongolisches Gedicht (Auszug dt. 2014) und im Poem Die Welt (1977). Auch das Poem Wo bin ich geboren? (1961, dt. 2014), neben Daschdordschiin Natsagdordschs Meine Heimat eines der bedeutendsten Zeugnisse der mongolischen Lyrik, oder Gedichte wie Wozu? Dazu! (dt. 1975) und Der silberne Herbstmorgen (1977) wurden sehr populär.
Besonderen Stellenwert im Schaffen Jawuuchulans nimmt seine Liebeslyrik ein. In bildhaften Versen gestaltet er die Liebe zur Frau, aber ebenso die Liebe zur Heimat und zu seinem Volk.
Er besingt die Schönheiten der Natur, der Muttersprache und der Kunst, in seiner Gedankenlyrik macht er den Kontrast transparent zwischen dem Gestern und Heute. Seine klare, bildhafte Sprache ist der Volksdichtung wie der älteren mongolischen Lyrik (Dulduityn Rawdschaa, Natsagdordsch) verpflichtet, aber er nahm ideell auch zahlreiche Anregungen aus der Weltlyrik auf. Seine Übertragungen (Li Taibai, Goethe, Heine, Garcia Lorca, Jessenin u. a.) zeichnen sich wie seine eigene Lyrik durch hohe Sprachkultur und Sensibilität aus.
Jawuuchulan ist nicht nur der meistübersetzte mongolische Dichter, er gilt auch als bedeutendster mongolischer Lyriker des 20. Jahrhunderts. In Erinnerung an den Dichter wird heute das Jawuuchulan-Festival veranstaltet, das neben dem Rawdschaa-Festival zu den bedeutendsten literarischen Veranstaltungen der Mongolei gehört.
Sein Werk hatte und hat nachhaltigen Einfluss auf jüngere mongolische Lyriker wie Bawuugiin Lchagwasüren (1944–2019), Dandsangiin Njamsüren (1945–2002) und Otschirbatyn  Daschbalbar (1957–1999).

## Übersetzungen
- in: Wessen Welt ... Poetisches Dokument, (Ost-)Berlin 1967
- in: neue deutsche literatur, (Ost-)Berlin, Heft 7/75
- in: Erika und Manfred Taube, Schamanen und Rhapsoden, Leipzig 1983
- in: Klaus Oehmichen, Zehn mongolische Dichter, Mongolische Notizen, Heft 17/2008
- in: Es wandern die Zeiten unter dem Ewigen Himmel. Eine Perlenkette mongolischer Dichtung, Leipzig 2014